# Leptolobium dasycarpum
 (mars 2025).
Espèce
Synonymes
- Acosmium dasycarpum (Vogel) Yakovlev (1969)
- Acosmium dasycarpum subsp. glabratum (Benth.) Yakovlev
- Leptolobium glabrifolium Tul. (1844)
- Leptolobium lanceolatum Tul. (1844)
- Leptolobium tortum Mart. 1151
- Leptolobium tortuosum Mart. ex Benth.
- Sweetia dasycarpa (Vogel) Benth. (1865)
- Sweetia dasycarpa var. glabrata Benth.
- Sweetia glabrifolia (Tul.) Benth.

Leptolobium dasycarpum, Perobinha-do-campo en portugais, est une espèce de plantes à fleurs de la famille des Fabaceae, de la sous-famille des Faboideae (ou Papilionoideae), du clade des Meso-Papilionoideae, du clade des Génistoïdes et de la tribu des Leptolobieae . C'est une plante originaire d'Amérique du Sud. Elle est trouvée en Bolivie, au Brésil et au Paraguay.

## Publication originale
- (de) Vogel, T. 1837. Linnaea; Ein Journal für die Botanik in ihrem ganzen Umfange 11: 391.